# Carlo Poma

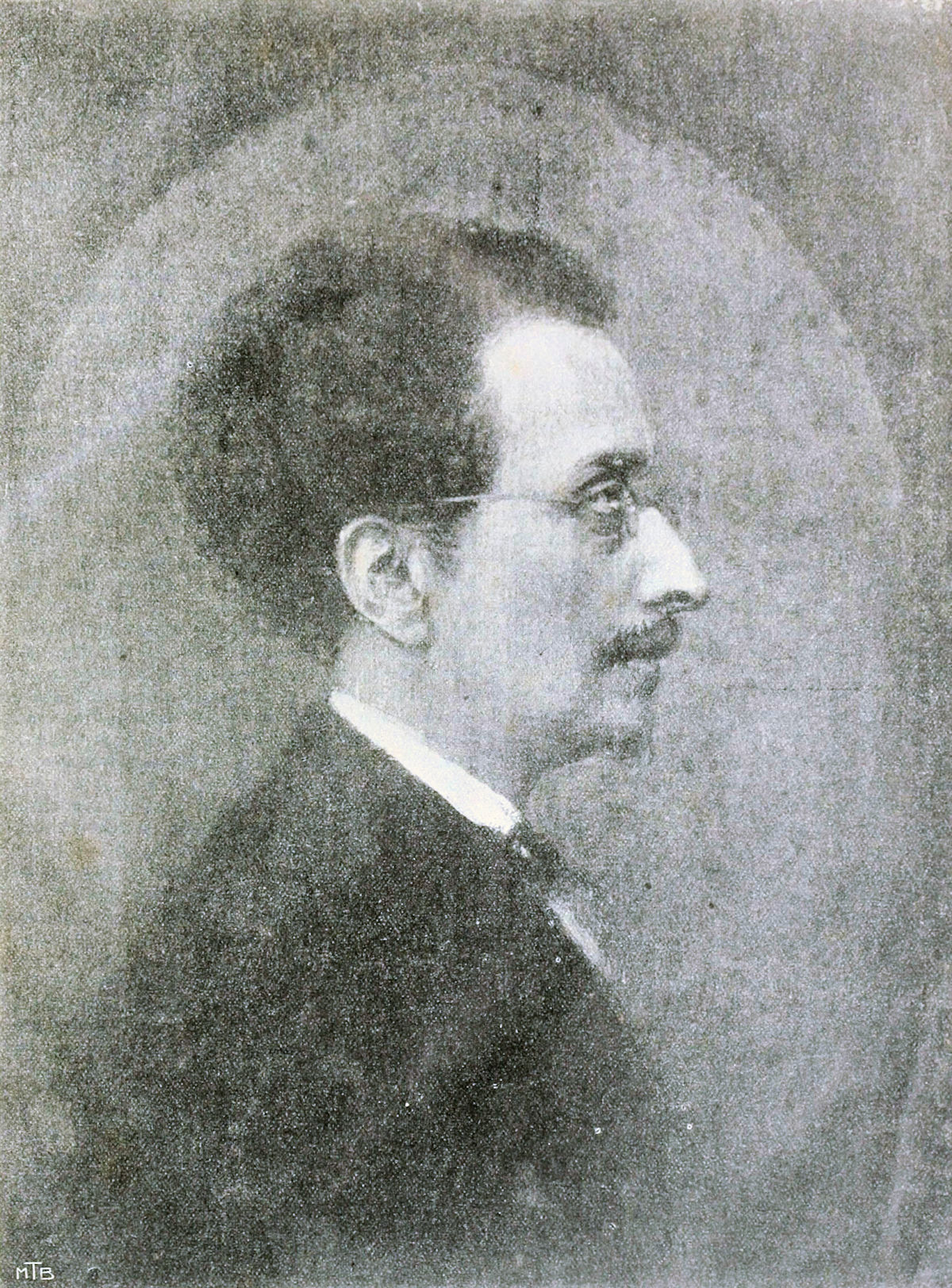
Carlo Poma

Carlo Poma (* 7. Dezember 1823 in Mantua; † 7. Dezember 1852 in Belfiore bei Mantua) war ein italienischer Arzt und Freiheitskämpfer.

## Leben
Nach dem Besuch der Schule in Mantua studierte Carlo Poma Medizin an der Universität in Pavia. Nach seinem Abschluss kehrte er in seine Heimatstadt zurück, wo er am örtlichen Krankenhaus arbeitete. Im Lauf der Zeit wurde er ein Anhänger der Ideen von Giuseppe Mazzini. Er schloss sich dem vom Priester Enrico Tazzoli in Mantua gegründeten Befreiungsausschuss an, der für ein Ende der österreichischen Herrschaft in Norditalien eintrat. Carlo Pomas Haus diente dem im Untergrund arbeitenden Ausschuss als Depot für Flugblätter und revolutionäre Schriften. Als die österreichische Polizei diese Unterlagen bei einer Hausdurchsuchung entdeckte, wurde Poma im Juni 1852 festgenommen. Die Österreicher fanden auch eine Liste von Mitgliedern des Befreiungsausschusses, was weitere Festnahmen zur Folge hatte.
Carlo Poma wurde im November 1852 zum Tod durch den Strang verurteilt. Er wurde zusammen mit dem Begründer des Ausschusses, Enrico Tazzoli, und drei weiteren Mitgliedern am 7. Dezember 1852 in der Festung von Belfiore bei Mantua hingerichtet. Carlo Poma gilt wegen seines tragischen Todes als eine der bedeutenden Persönlichkeiten der italienischen Einigungsbewegung.